# Köcsk
Köcsk là một thị trấn thuộc hạt Vas, Hungary. Thị trấn này có diện tích 12,58 km², dân số năm 2010 là 284 người, mật độ 23 người/km².